# Яцек Недзведзький
Яцек Недзведзький (пол. Jacek Niedźwiedzki; 7 січня 1951 — 27 жовтня 2021) — колишній польський тенісист.
Найвищу одиночну позицію світового рейтингу — 172 місце досяг 2 липня 1977 року.
Здобув 1 парний титул.

## Фінали Гран-прі за кар'єру

### Одиночний розряд: 1 (0–1)
| Результат | W-L | Дата     | Турнір           | Покриття | Суперник  | Рахунок  |
| --------- | --- | -------- | ---------------- | -------- | --------- | -------- |
| Поразка   | 0–1 | Січ 1977 | Цюрих, Швейцарія | Тверде   | Ян Норбек | 5–7, 2–6 |

### Парний розряд: 1 (1–0)
| Результат | W-L | Дата     | Турнір             | Покриття | Партнер      | Суперники                  | Рахунок  |
| --------- | --- | -------- | ------------------ | -------- | ------------ | -------------------------- | -------- |
| Перемога  | 1–0 | Кві 1976 | Барселона, Іспанія | Ґрунт    | Войцех Фібак | Колін Даудесвелл Пол Кронк | 6–2, 6–3 |